# Oskar Cotton
Oskar Nils Cotton, född 18 februari 2006, är en svensk fotbollsspelare som spelar för IF Brommapojkarna.

## Karriär
Cotton spelade som ung i IF Brommapojkarna innan han flyttade med sin familj till Köpenhamn. I Köpenhamn spelade Oskar för B93. 2022 återvände Cotton till Brommapojkarna och inför säsongen 2025 skrev han på sitt första A-lagskontrakt. Cotton gjorde allsvensk debut den 29 mars 2025 i en 2–0-förlust mot BK Häcken, där han blev inbytt i den 81:a minuten mot Hlynur Freyr Karlsson.